# El Mirador Peña Blanca
El Mirador Peña Blanca är en ort i Mexiko.   Den ligger i kommunen Huautepec och delstaten Oaxaca, i den sydöstra delen av landet, 290 km sydost om huvudstaden Mexico City. El Mirador Peña Blanca ligger 1 761 meter över havet och antalet invånare är 159.
Terrängen runt El Mirador Peña Blanca är huvudsakligen bergig, men norrut är den kuperad. Runt El Mirador Peña Blanca är det ganska glesbefolkat, med 36 invånare per kvadratkilometer. Närmaste större samhälle är Huautla de Jiménez, 9,9 km nordväst om El Mirador Peña Blanca. I omgivningarna runt El Mirador Peña Blanca växer i huvudsak städsegrön lövskog.